# Сенде-Попович, Корнелия
Корнелия «Нели» Сенде-Попович (сербохорв. Корнелија Сенде-Поповић / Kornelija Sende-Popović; 29 августа 1911, Бачальмаш — 19 сентября 1941, Яинцы, Белград) — югославская сербская коммунистка, участница гражданской войны в Испании и Народно-освободительной войны Югославии.

## Биография
Родилась 29 августа 1911 года в Бачальмаше (ныне юг Венгрии). Родители — евреи Фердинанд Сенде и Зельма Сенде (в девичестве Краус), переехавшие в Югославию после Первой мировой войны. Окончила в Апатине начальную школу и несколько классов гимназии, среднее образование получила в Сомборе. В 1932 году поступила на медицинский факультет Загребского университета, в 1934 году перевелась в Белградский университет. Состояла в революционном движении, с 1937 года — член Коммунистической партии Югославии. Состояла в браке с Владето Поповичем, студентом медицинского факультета Белградского университета.
В конце ноября 1937 года Корнелия уехала в Испанию, где помогала Второй Испанской республике во время гражданской войны. После поражения республики находилась в концлагере Сен-Захар во Франции, по состоянию здоровья была освобождена и отправлена в Югославию, где снова была арестована на месяц. После освобождения продолжила партийную деятельность, в 1940 году снова была брошена дважды в тюрьму (в январе и в июле), на свободу вышла в декабре.
В начале 1941 года опять была арестована, освобождена только 27 марта после военного переворота и уехала в Апатин. После оккупации Югославии примкнула к партизанскому подполью, была секретарём партийной ячейки в Белграде. В середине августа 1941 года арестована полицией Недичевской Сербии и брошена в концлагерь Баница. 19 сентября 1941 года расстреляна вместе с 19 женщинами из партизанского подполья (среди казнённых были Марияна Грегоран, Рашела Барух-Симич, Йованка Радакович и другие). Перезахоронена после войны на Аллее расстрелянных патриотов 1941—1944 белградского Нового кладбища.